# Bara en natt
Bara en natt (originaltitel: Before Sunrise) är en amerikansk independentfilm från 1995 i regi av Richard Linklater. 

## Handling
Jesse (Ethan Hawke) från Texas och Céline (Julie Delpy) från Paris träffas en eftermiddag på ett tåg från Budapest till Wien. Under ett öppet gräl mellan ett medelålders par från Österrike, byter Céline plats i vagnen för att få läsro och hamnar tvärsöver gången från Jesses fönsterplats. Detta ohejdade, äktenskapliga gräl kan sägas utgöra en tematisk, känslomässig fond av misstro mot bestående relationer från början av filmen och till dess slut. 
På väg hem till Paris för att återuppta sina studier vid Sorbonne efter ett sommarbesök hos sin mormor i Budapest visar Céline upp en pocketutgåva av Madame Edwarda, Le Mort, Histoire de l'oeil av Georges Bataille på frågan vad hon läser. Jesse, som ska med ett flyg hem från Wien tidigt nästa morgon efter några veckors tågluffning, avslöjar sitt intresse för teater genom Klaus Kinskis självbiografi All I Need Is Love: A Memoir. Väl framme på Westbahnhof i Wien är Jesse på väg att stiga av, men vill inte skiljas från sin okända samtalspartner. I sista stund övertalar han Céline att göra honom sällskap. I 18 timmar framöver, under en natt i Wiens innerstad, utforskar de varandra genom en idérik dialog som flödar intensivt mellan dem. Olika miljöer i Wien vävs samtidigt in i historien och gör själva staden till en tredje huvudaktör i handlingen. De åker spårvagn runt Ringstrasse och besöker en liten griftegård, Friedhof der Namenlosen, för okända människor som drunknat i Donau och sköljts iland. De tar sig till nöjesfältet Prater där de kysser varandra för första gången i en av pariserhjulet Riesenrads gondoler. När morgonen gryr måste de skiljas, och på perrongen, precis innan Céline ska stiga på sitt tåg, för att fortsätta hem till Paris, ångrar de båda sitt beslut att aldrig mer återses och låta natten bli deras enda tillsammans. Hastigt bestämmer de att de ska ses igen, på perrong 9, om 6 månader, klockan 6 på kvällen.

## Rollista i urval
- Ethan Hawke – Jesse
- Julie Delpy – Céline
- Andrea Eckert – hustru på tåget
- Hanno Pöschl – make på tåget
- Karl Bruckschwaiger – kille på bro
- Tex Rubinowitz – kille på bro
- Erni Mangold – spåkvinna
- Dominik Castell – gatupoet
- Harald Waiglein – gitarrspelare på klubb
- Bilge Jeschim – magdansös
- Haymon Maria Buttinger – bartender
- Wolfgang Glüxam – cembalist

## Om filmen
Bara en natt utgör numera första delen i en romantisk dramatrilogi, följd av Bara en dag (2004) och Before Midnight (2013). En trilogi var dock inte avsedd från början. En ytterligare fortsättning är dessutom tänkbar men inte bestämd. Att delarna är gjorda med nio års mellanrum betraktas av författarna, det vill säga regissören och huvudrollsinnehavarna, som en slump. Richard Linklater vann Silverbjörnen i kategorin bästa regissör vid Berlins filmfestival för denna första del, medan huvudrollsinnehavarna nominerades i kategorin bästa kyss vid MTV Movie Awards. Filmen utspelar sig i likhet med romanen Odysseus av James Joyce den 16–17 juni. Avsikten var att skildra hur två personer verkligen knyter an till varandra.